# Claudia Schwartz
Claudia Schwartz (* 1963 in Graz) ist eine Schweizer Journalistin und Autorin. Sie ist seit 1994 Redaktorin bei der Neuen Zürcher Zeitung (NZZ).

## Leben
Claudia Schwartz studierte nach der Matura an der Universität Zürich Germanistik, Philosophie und Literaturkritik. Während dieser Zeit sammelte sie erste journalistische Erfahrungen als Filmkritikerin. 1994 trat sie in die Feuilletonredaktion der NZZ ein. Von 1998 bis 2008 war sie als deren Kulturkorrespondentin in Berlin tätig. Von 2008 bis 2013 gehörte sie dem Gründungsteam der Nachrichtenredaktion in Zürich an und war weiterhin als Autorin für das Feuilleton tätig. Von 2013 bis 2020 war sie wieder Redaktorin im Feuilleton. Seither verstärkt sie das Ressort Meinung & Debatte. Schwartz ist Buchautorin zur Geschichte und Architektur der Schweizer Botschaft im Berliner Regierungsviertel.
Sie ist verheiratet mit Eric Gujer, dem Chefredaktor der NZZ.

## Publikationen
- Das Haus im Nachbarland: Die Schweizerische Botschaft im Berliner Regierungsviertel. Verlagshaus Braun, Berlin 2001.
- Architekturkritik im Kontext – Berlin nach der Wende. In: V. Ulrich Conrads, Eduard Führ, Christian Gänshirt (Hrsg.): Zur Sprache bringen. Kritik der Architekturkritik. Reihe Theoretische Untersuchungen zur Architekturkritik, Band 4. Waxmann-Verlag, Münster 2003.[5]
- Vom wahren Leben im Falschen – DDR-Erinnerung zwischen Ostalgie und neuer Gelassenheit. In: DDR-Bilder: Staat – Stadt – Heimat. Sowi. Das Journal für Geschichte, Politik, Wirtschaft und Kultur. 1/04[6]
- Werkraum Bregenzerwald. Nicht nur der Form halber. In: Landschaft des Wissens (Hrsg.): Strategien des Handwerks. Sieben Porträts außergewöhnlicher Projekte in Europa. Bern/Stuttgart/Wien 2005.[7]